# Horacio Altuna
Horacio Altuna (Córdoba, 24 novembre 1941) è un fumettista argentino ritenuto uno dei più importanti autori sudamericani.

## Biografia
Esordì da autodidatta nel 1965 pubblicando storie a fumetti di vari generi editi dalla Editorial Columba di Buenos Aires come ad esempio la serie Titan, un emulo di Superman; negli anni settanta inizia a collaborare alla serie Kabul de Bengala scritte anche da Héctor Oesterheld e Armando Fernández, proseguendo poi con Big Norman scritta da Robin Wood oltre a numerose storie di genere sportivo. In questo periodo collabora anche con editori stranieri come la Fleetway, Charlton Comics, Playboy e Humanoïdes Associés collaborando a diverse testate umoristiche e satiriche argentini come Patoruzito e Satiricón. Per le Ediciones Record disegna invece alcuni episodi di Serie Negra, un poliziesco scritto da Guillermo Saccomanno. Sul giornale El Clarín pubblica dal 1975 la serie Loco Chávez scritta da Carlos Trillo, che diventerà una delle serie a striscia di maggiore successo in Argentina e che lo renderà famoso nel mondo; avrà anche una trasposizione televisiva. La collaborazione con Trillo porta alla pubblicazione della serie Charlie Moon e Uscita di sicurezza, quest'ultima vinse in Italia il premio Yellow Kid nel 1979.
Si trasferì nel 1982 a Sitges in Spagna dove vive un periodo di forte crescita professionale, pubblicando su varie come Zona 84, Comix Internacional, Cimoc e Play Boy storie come Shitychesky e Slot-Machine sempre scritte da Trillo e, scritte da solo, El ultimo recreo, El ficcionario, Chico Montana, Chances, Imaginaire, Time Out e Tragaperras oltre a storie brevi per Playboy e che verranno pubblicate su varie testate in tutta Europa.
Nel 1986 ha disegnato la serie Chances che venne pubblicata in Francia su Pilote e Charlie.
Nel 1987 disegna lo storyboard del film di Luis Puenzo Old gringo, interpretato da Jane Fonda e Gregory Peck. In Italia, dagli anni ottanta agli anni novanta, molte sue serie verranno pubblicate su riviste specializzate nel fumetto di produzione sudamericana come L'Eternauta e quelle della Eura Editoriale come Skorpio e Lanciostory; sulla rivista L'Eternauta sarà uno degli autori più presenti nei primi anni ottanta con serie come Dopo il grande splendore, Slot-Machine e Time Out; l'Eura Editoriale dedicherà anche numerosi volumi antologici alla sua produzione.
Nel 1990 realizza la serie Hot LA per il mensile per adulti CO & Co.; si specializza nel realizzare storie brevi di genere erotico che verranno pubblicate in varie edizioni europee della rivista Playboy. Nel 1993 realizza la serie Chico Montana per il quotidiano El Clarín e in Italia sulla rivista Skorpio dal 1994. Oltre ad essere presidente dell'Associazione professionale degli illustratori della Catalogna, tra il 2007 e il 2010 dà vita alla striscia Familia tipo. Subito dopo riprende gli stessi personaggi in Es lo que hay (Reality), una nuova striscia pubblicata sul quotidiano El Clarín.

## Riconoscimenti
- Gran Premio del Salone del fumetto di Barcellona (2004)[2]
- Premio Yellow Kid come miglior autore straniero al Salone Internazionale dei Comics di Lucca (1986)[3]
- Premio Yellow Kid al Salone Internazionale dei Comics di Roma (2005)